# 弗洛雷斯 (貝登省)

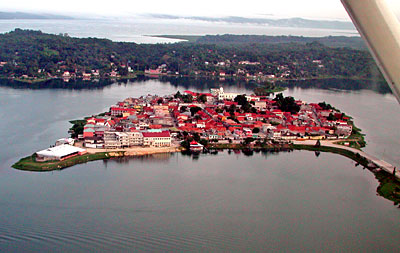

弗洛雷斯（西班牙語：Flores）是危地馬拉的城市，也是貝登省的首府，位於該國北部，距離首都危地馬拉市509公里，始建於1823年，面積3,148平方公里，海拔高度127米，2002年人口22,639。

## 外部連結
- Photos of Flores, Guatemala